# Солоновка (приток Овсянки)
Соло́новка (бел. Сало́наўка) — река в Городокском районе Витебской области Белоруссии. Левый приток реки Овсянка.

## Гидрография
Река начинается в 1 км северо-западнее деревни Копасы. В 1,3 км к югу от деревни Вышедки Солоновка впадает в озеро Вышедское, через которое протекает река Овсянка. Фактически река является левым притоком Овсянки.
Длина реки составляет 11 км. Площадь водосбора — 52 км². Средний наклон водной поверхности — 1,3 м/км.
Водосбор располагается в западной части Городокской возвышенности.
В засушливые годы верховья реки пересыхают.